# Anne Sewell Young

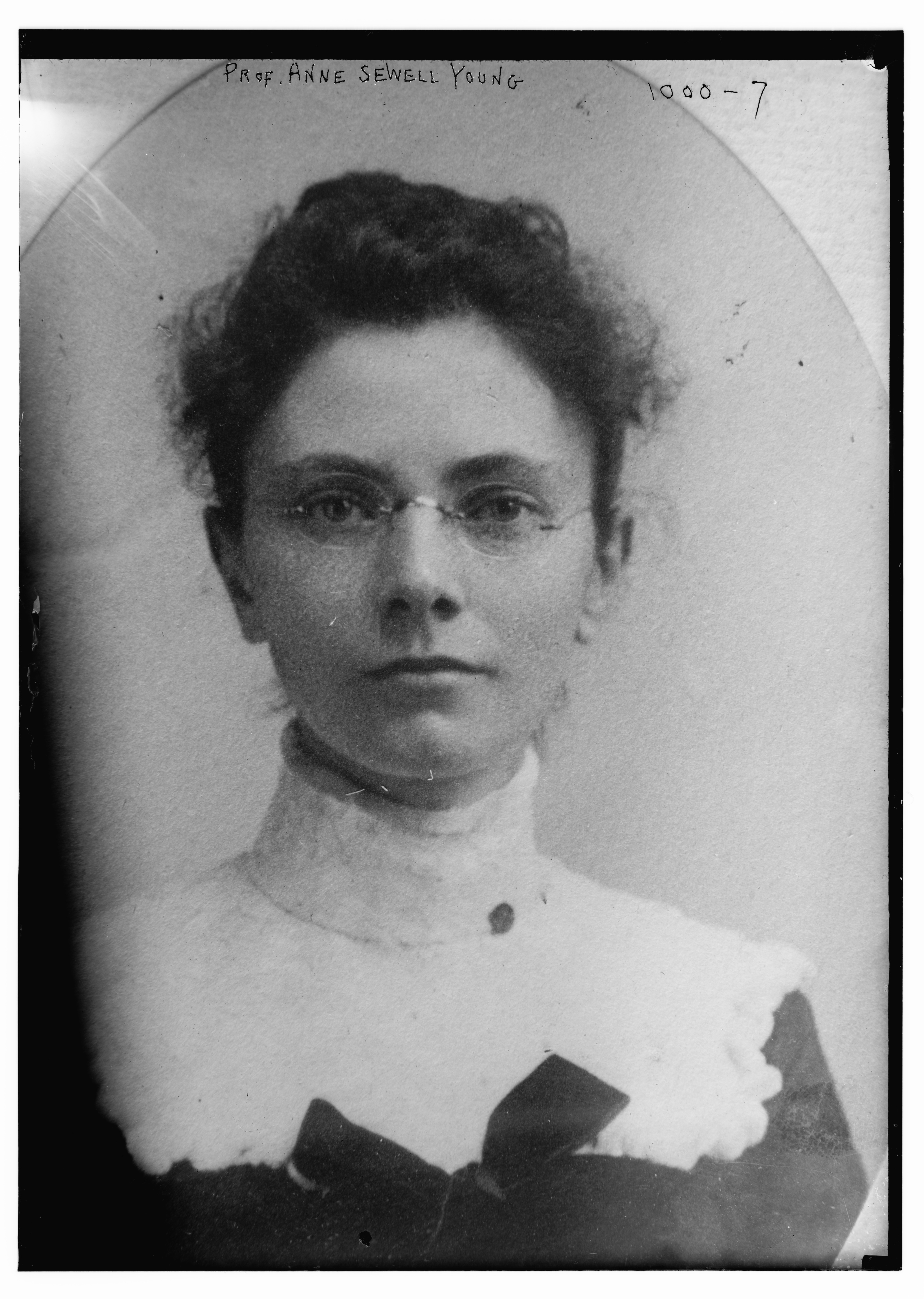
Anne Sewell Young

Anne Sewell Young (* 2. Januar 1871 in Bloomington (Wisconsin), USA; † 15. August 1961 in Claremont (Kalifornien), USA) war eine US-amerikanische Astronomin und Hochschullehrerin. Sie war Professorin am Mount Holyoke College, Direktorin des John Payson Williston Observatory und 1911 eine der acht Gründerinnen der American Association of Variable Star Observers (AAVSO).

## Leben und Werk

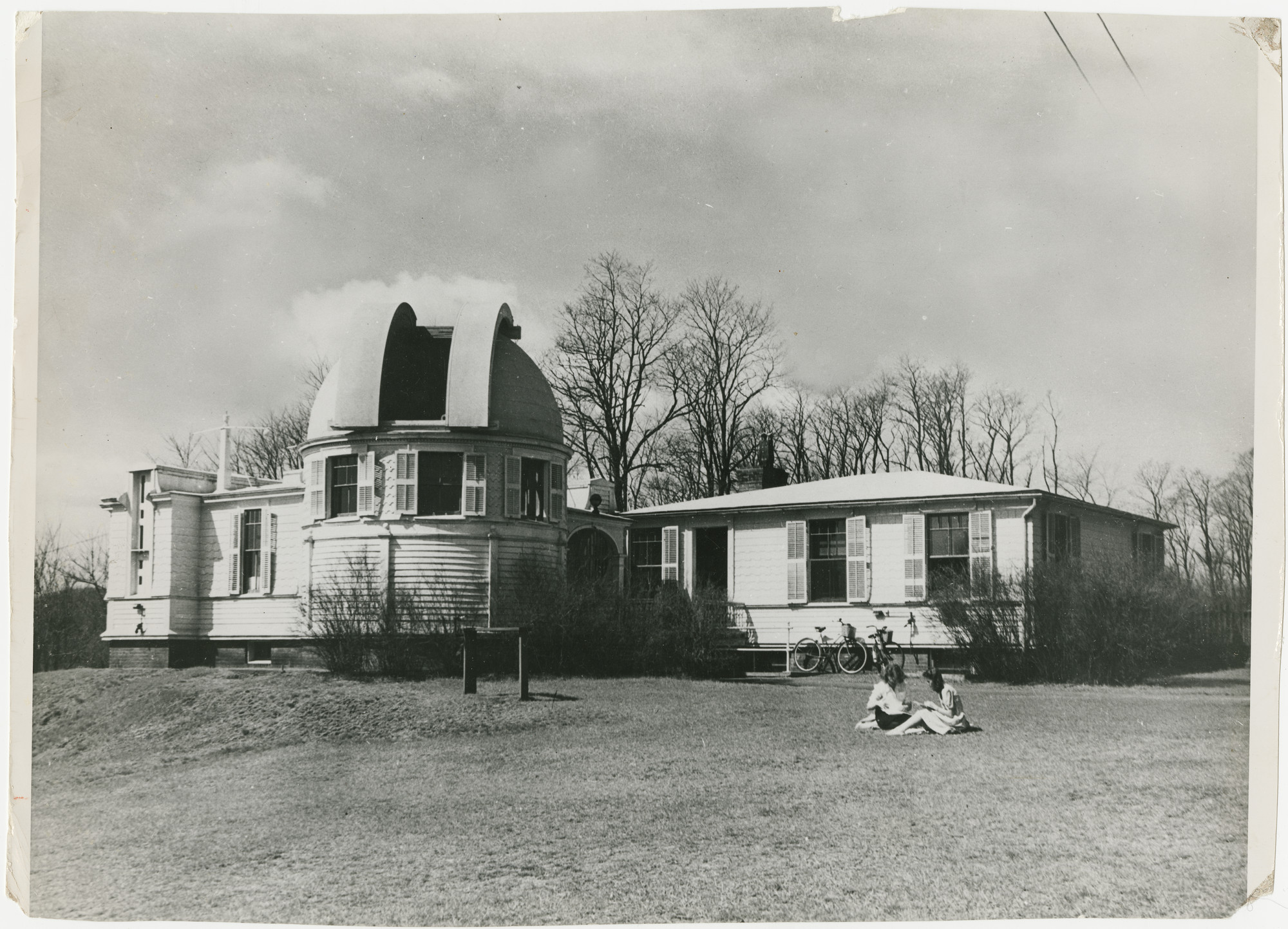
John Payson Williston Observatory, ca. 1945–1955 South Hadley, MA

Young war die Tochter von Albert Young und Mary (Sewell) Young und war die Nichte des Astronomen Charles Augustus Young. Sie studierte am Carleton College in Northfield (Minnesota), wo sie 1892 einen Bachelor-Abschluss und 1897 einen Master-Abschluss erwarb. Von 1892 bis 1895 unterrichtete sie Astronomie am Whitman College und 1898 war sie Schulleiterin der Highschool in St. Charles (Illinois). An der University of Chicago studierte sie 1898 und 1902 und promovierte 1906 an der Columbia University bei Harold Jacoby mit der Dissertation: Rutherfurd photographs of the stellar clusters h and Χ Persei.
Bereits 1899 unterrichtete Young am Mount Holyoke College in South Hadley (Massachusetts), zunächst als Dozentin und später als Professorin. Dort wurde sie zur Direktorin des John Payson Williston Observatory ernannt, wo sie ein Beobachtungsprogramm leitete und täglich Sonnenflecken aufzeichnete, was sich schließlich zu einem internationalen Forschungsprojekt entwickelte. Young interessierte sich für die Beobachtung veränderlicher Sterne und tauschte Informationen zu diesem Thema mit dem Direktor des Harvard-College-Observatorium Edward Charles Pickering aus. Um die totale Sonnenfinsternis im Jahr 1925 zu beobachten, organisierte sie eine Reise der gesamten Studentenschaft mit dem Zug in das Zentrum von Connecticut.
Im Sommer 1927 reiste sie nach Europa in der Hoffnung, die Sonnenfinsternis vom 29. Juni in England zu sehen, aber es war bewölkt. Von 1928 bis 1929 verbrachte sie ein Sabbatical als wissenschaftliche Mitarbeiterin an der University of California in Berkeley. 1929 glaubte Young den lange verschollenen Asteroiden Adelide A904 EB gefunden zu haben, den Max Wolf am 14. März 1904 entdeckt hatte, der bis dahin aber nicht wiedergefunden wurde. Jedoch verwechselte sie den Asteroiden tatsächlich mit dem Kometen 31P/Schwassmann-Wachmann, der eine sehr ähnliche orbitale Exzentrizität aufwies.
Sie ging 1936 als emeritierte Professorin am Mount Holyoke College in den Ruhestand und zog mit ihrer Schwester Elizabeth nach Kalifornien. Sie lebten in Claremont, wo Young 1961 starb.
1923 wurde sie zur Präsidentin der American Association of Variable Star Observers gewählt. Neben der Veröffentlichung zahlreicher Fachzeitschriften und Zeitungsartikel schrieb Young auch eine monatliche Kolumne über Astronomie für den Springfield Republican. 1955 verlieh ihr das Carleton College einen Alumni Award of Merit für ungewöhnliche Leistungen in Forschung und Hochschullehre. 
Zu ihren Studentinnen am Mount Holyoke College gehörte die kanadische Astronomin Helen Sawyer Hogg.

## Mitgliedschaften
- Royal Astronomical Society
- American Astronomical Society
- Astronomical Society of the Pacific
- American Association for the Advancement of Science
- Phi Beta Kappa